# Унтеррамзерн
Унтеррамзерн (нем. Unterramsern) — коммуна в Швейцарии, в кантоне Золотурн. 
Входит в состав округа Бухегберг. Население составляет 195 человек (на 31 декабря 2007 года). Официальный код — 2463.